# Cagny, Somme
Cagny är en kommun i departementet Somme i regionen Hauts-de-France i norra Frankrike. Kommunen ligger i kantonen Amiens 5e (Sud-Est) som tillhör arrondissementet Amiens. År 2022 hade Cagny 1 198 invånare.

## Befolkningsutveckling
Antalet invånare i kommunen Cagny
| Referens: INSEE |